# Клоке, Эберхард
Эберхард Клоке (нем. Eberhard Kloke; род. 24 ноября 1948, Гамбург) — немецкий дирижёр, композитор.
Окончил Берлинскую Высшую школу музыки, работал в Майнце, Дармштадте, Дюссельдорфе, Любеке. Затем занимал пост генеральмузикдиректора в Ульме (1980—1983), Фрайбурге (1983—1988), Бохуме (1988—1994) и Нюрнберге (1993—1998). С 1998 г. живёт в Берлине, занимаясь масштабными проектами, связанными с музыкой XX века, в том числе и с её интернет-трансляциями. На различных музыкальных фестивалях Европы поставил оперы Ханса Эйслера, Пауля Дессау, Курта Вайля. Автор ряда аранжировок, в том числе переделок опер Альбана Берга, «Песни о земле» Густава Малера и ряда других сочинений для солистов и малого оркестрового состава. Среди его учеников известная певица (сопрано) Анна Прохазка.